# Conrad Pla
Conrad Pla (Madrid, 24 ottobre 1966) è un attore ed ex kickboxer spagnolo.

## Biografia
Nel 1991 ha fondato la Tristar Gym, accademia di arti marziali miste.

## Carriera
Attivo nel mondo cinematografico, dal 2004 al 2008 è fra i protagonisti della serie TV ReGenesis.

## Filmografia parziale

### Cinema
- La truffa perfetta (Swindle), regia di K.C. Bascombe (2002)
- Riders - Amici per la morte (Riders), regia di Gérard Pirès (2002)
- Al vertice della tensione (The Sum of All Fears), regia di Phil Alden Robinson (2002)
- Jericho Mansions, regia di Alberto Sciamma (2003)
- The Terminal, regia di Steven Spielberg (2004)
- Solo 2 ore (16 Blocks), regia di Richard Donner (2006)
- Max Payne, regia di John Moore (2008)
- l gioco dei soldi (Casino Jack), regia di George Hickenlooper (2010)
- Immortals, regia di Tarsem Singh (2011)
- The Factory - Lotta contro il tempo (The Factory), regia di Morgan O'Neill (2012)
- Riddick, regia di David Twohy (2013)
- La grande partita (Pawn Sacrifice), regia di Edward Zwick (2014)
- Operazione Hummingbird - È tutto appeso a un filo (The Hummingbird Project), regia di Kim Nguyen (2018)

### Televisione
- Relic Hunter - serie TV, episodio 3x08 (2001)
- Mutant X - serie TV, episodio 2x02 (2022)
- ReGenesis - serie TV, 52 episodi (2004-2008)
- Kevin Hill - serie TV, 2 episodi (2005)
- Kojak - serie TV, episodio 1x06 (2005)
- The Line - serie TV, 15 episodi (2009)
- Flashpoint - serie TV, episodio 2x01 (2009)
- The Border - serie TV, episodio 3x01 (2009)
- Covert Affairs - serie TV, episodio 1x11 (2010)
- Republic of Doyle - serie TV, episodio 2x01 (2011)
- Nikita - serie TV, episodio 3x20 (2013)
- The Listener - serie TV, episodio 4x07 (2013)
- 19-2 - serie TV, 22 episodi (2014-2017)
- Hell on Wheels - serie TV, episodio 4x05 (2014)
- Rogue - serie TV, 5 episodi (2015-2016)
- Dark Matter - serie TV, 2 episodi (2015)
- Quantico - serie TV, episodio 1x20 (2016)
- 21 Thunder - serie TV, 7 episodi (2017)
- The Expanse - serie TV, 5 episodi (2017)
- Star Trek: Discovery - serie TV, episodio 1x03 (2017)
- Taken - serie TV, episodio 2x01 (2018)
- Frankie Drake Mysteries - serie TV, episodio 2x09 (2018)
- Blood & Treasure - serie TV, 3 episodi (2019-2022)
- Pure - serie TV, 6 episodi (2019)
- Departure - serie TV, 2 episodi (2021)
- Transplant - serie TV, episodio 2x05 (2022)
- Hudson & Rex - serie TV, episodio 6x08 (2024)

## Doppiatori italiani
Nelle versioni in italiano delle opere in cui ha recitato, Conrad Pla è stato doppiato da:
- Simone Mori in ReGenesis
- Mauro Magliozzi in Max Payne
- Luca Graziani ne Il gioco dei soldi
- Franco Mannella in Riddick
- Massimo Rossi ne La grande partita
- Alessandro Messina in Quantico
- Fabrizio Russotto in The Expanse
- Domenico Strati in Departure
- Massimo Bitossi in Transplant
- Enrico Pallini in Hudson & Rex